# Józef Wodyński

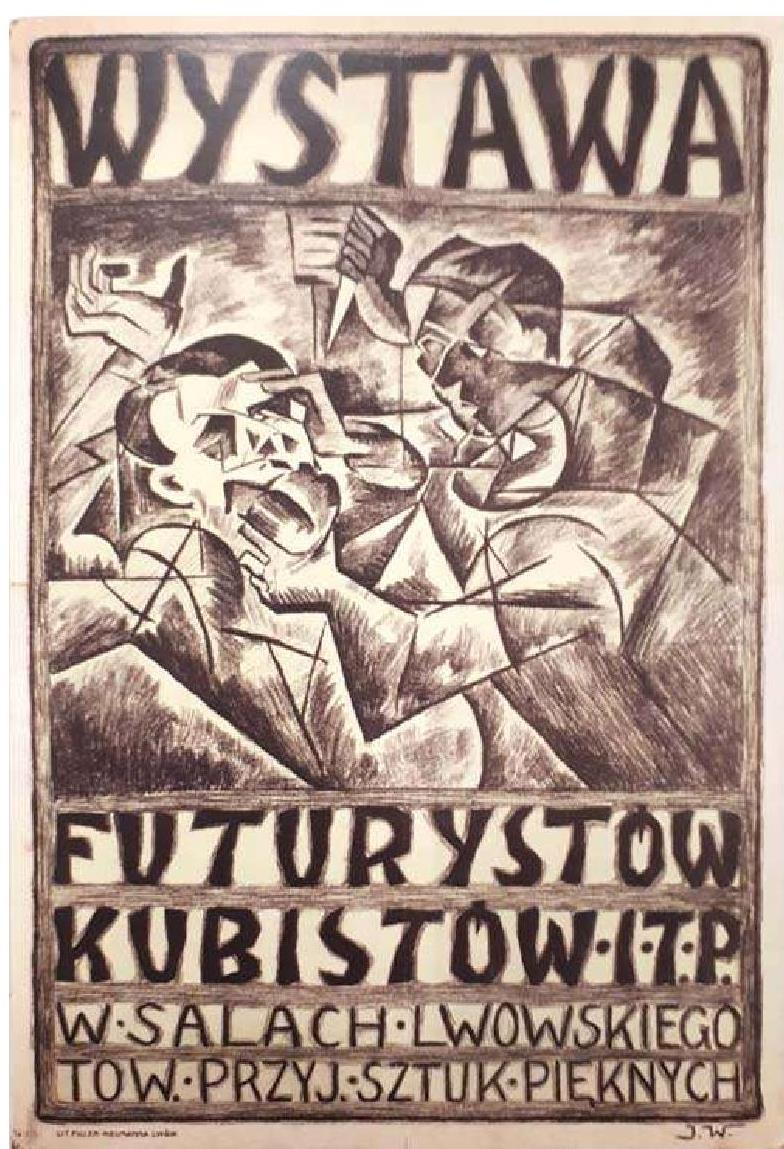
Plakat do Lwowskiej Wystawy futurystów, kubistów i ekspresjonistów z 1913 Józefa Wodyńskiego wedle obrazu Bohumila Kubišty, który przez lata uważany ze pracę Stanisława Ignacego Witkiewicza

Józef Maciej Wodyński (ur. 24 lutego 1884 w Pawłokomie, zm. 2 lutego 1947 w Polanicy Zdroju) – polski scenograf i malarz.

## Życiorys
Jego rodzicami byli Stanisław i Helena z Gerasińskich Wodyńscy. Ukończył gimnazjum w Rzeszowie, a następnie studiował w Akademii Sztuk Pięknych w Krakowie, w pracowni Jana Stanisławskiego, następnie u Juliana Fałata i Józefa Mehoffera. Dalsze studia odbył w Monachium i w Paryżu. Do kraju wrócił z chwilą wybuchu I wojny światowej. W 1914 roku zadebiutował w Teatrze Ludowym w Krakowie pierwszymi scenografiami, które wykonywał wspólnie z Wincentym Drabikiem. 
W 1915 wyjechał do Kijowa, gdzie do końca wojny pracował w Teatrze Polskim pod dyrekcją Stanisławy Wysockiej i Kazimierza Markiewicza. W 1918 w Teatrze Miejskim we Lwowie zaprojektował scenografię do głośnych wtedy spektakli Królowej Korony Polskiej, Sułkowskiego, Polityki, Wąsów i peruki oraz Saula króla, a w 1920 do spektaklu Erosa i Psyche w reżyserii Ludomira Różyckiego. Następnie przeniósł się do Warszawy, gdzie został zaangażowany jako scenograf w Teatrze Rozmaitości oraz Teatrze Wielkim.
15 lipca 1920 poślubił artystkę dramatyczną Janinę Struszkiewiczówną. Ich dzieckiem była późniejsza wybitna aktorka teatralna i filmowa Danuta Wodyńska (1922–2001). W Warszawie współpracował również z Teatrem Reduta i Teatrem im. Bogusławskiego. W 1924 wspólnie z kuzynem ze strony matki, malarzem Bolesławem Kudewiczem (1887–1957), wykonał dla Teatru Miejskiego w Łodzi scenografię do licznych przedstawień (m.in. do Dziadów wileńskich i Cyda). Wkrótce potem wrócił do Warszawy, by wspólnie znowu z Wincentym Drabikiem wykonywać scenografie dla stołecznych teatrów (głównie dla Teatru Wielkiego), w tym przedstawień operowych. Podczas okupacji niemieckiej do czasu wybuchu powstania warszawskiego mieszkał w stolicy, pracując w założonej przez artystów spółdzielni „Zachęta”.
Po kapitulacji powstania zostaje przez Niemców najpierw przewieziony do obozu przejściowego w Pruszkowie, a następnie wywieziony do obozu koncentracyjnego w Oświęcimiu. Po wyzwoleniu obozu, na krótko zamieszkał w Krakowie, następnie wyjechał do Polanicy Zdroju, gdzie umarł nagle 2 lutego 1947.